# Didymodon recurvus
Didymodon recurvus là một loài Rêu trong họ Pottiaceae. Loài này được (Griff.) Broth. mô tả khoa học đầu tiên năm 1902.